# Farbus
Farbus ist eine französische Gemeinde mit 631 Einwohnern (Stand 1. Januar 2022) im Département Pas-de-Calais in der Region Hauts-de-France. Sie gehört zum Arrondissement Arras und zum Kanton Arras-2.

## Lage
Die Gemeinde Farbus liegt am Südrand des Nordfranzösischen Kohlereviers zwischen den jeweils ca. acht Kilometer entfernten Städten Lens und Arras. Nachbargemeinden von Farbus sind Willerval im Osten, Bailleul-Sir-Berthoult im Südosten, Thélus im Südwesten und Vimy im Nordwesten.

## Bevölkerungsentwicklung
| Jahr                       | 1962 | 1968 | 1975 | 1982 | 1990 | 1999 | 2007 | 2016 | 2022 |
| Einwohner                  | 436  | 430  | 473  | 460  | 529  | 532  | 540  | 554  | 631  |
| Quellen: Cassini und INSEE |      |      |      |      |      |      |      |      |      |

## Sehenswürdigkeiten
- Kirche Saint-Ranulphe (16. Jahrhundert)

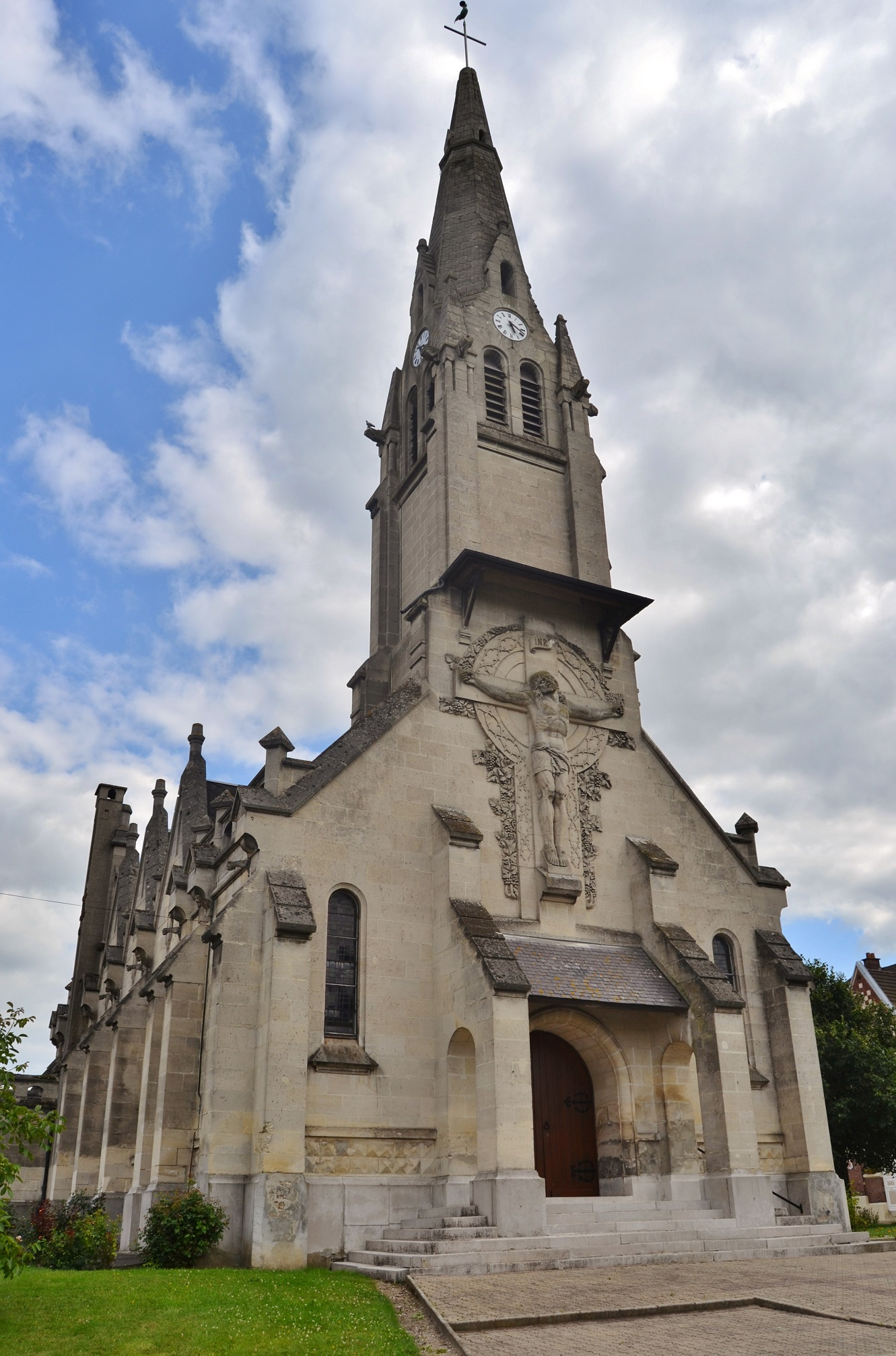
Kirche Saoint-Ranulphe
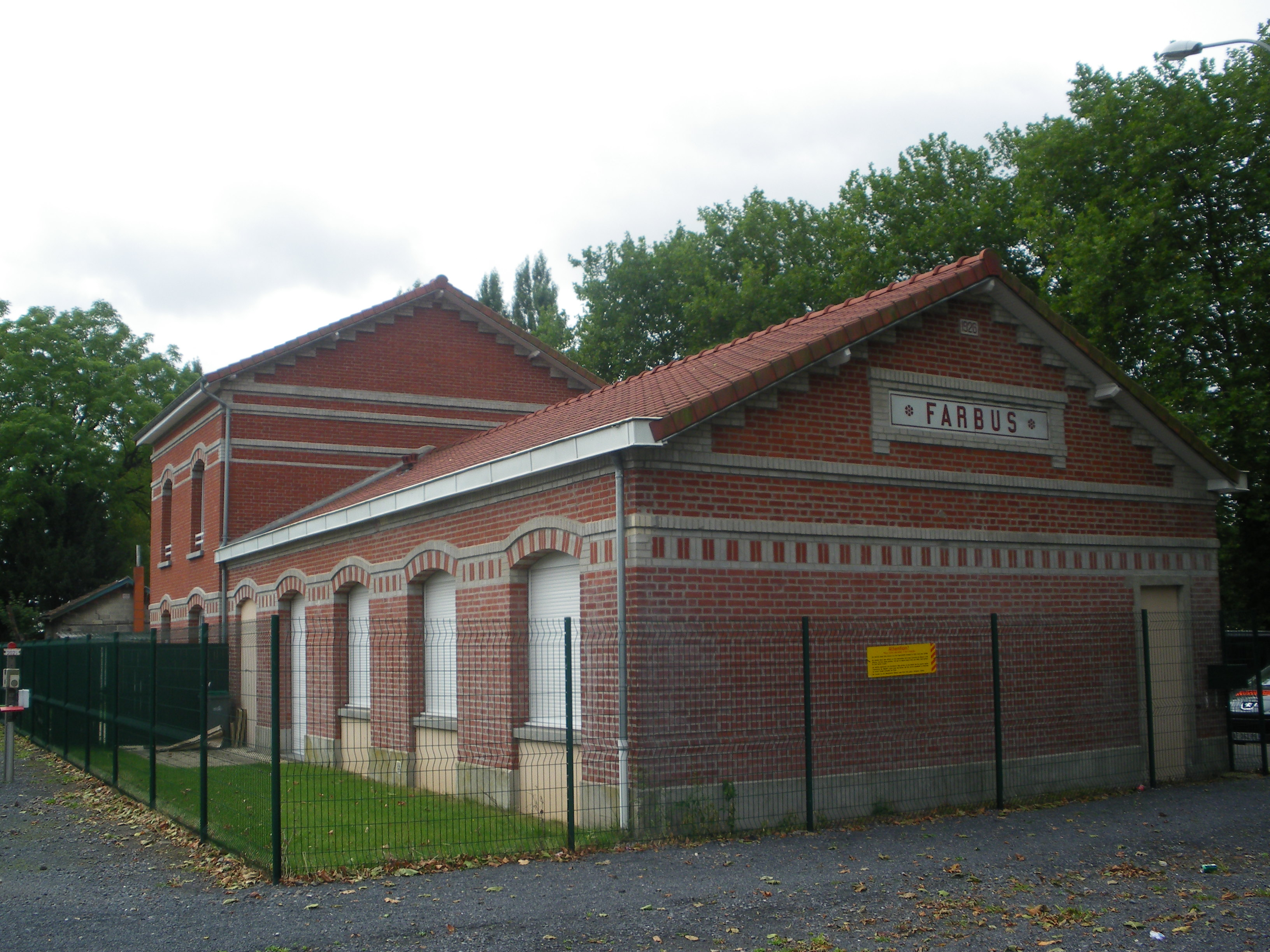
Bahnhof
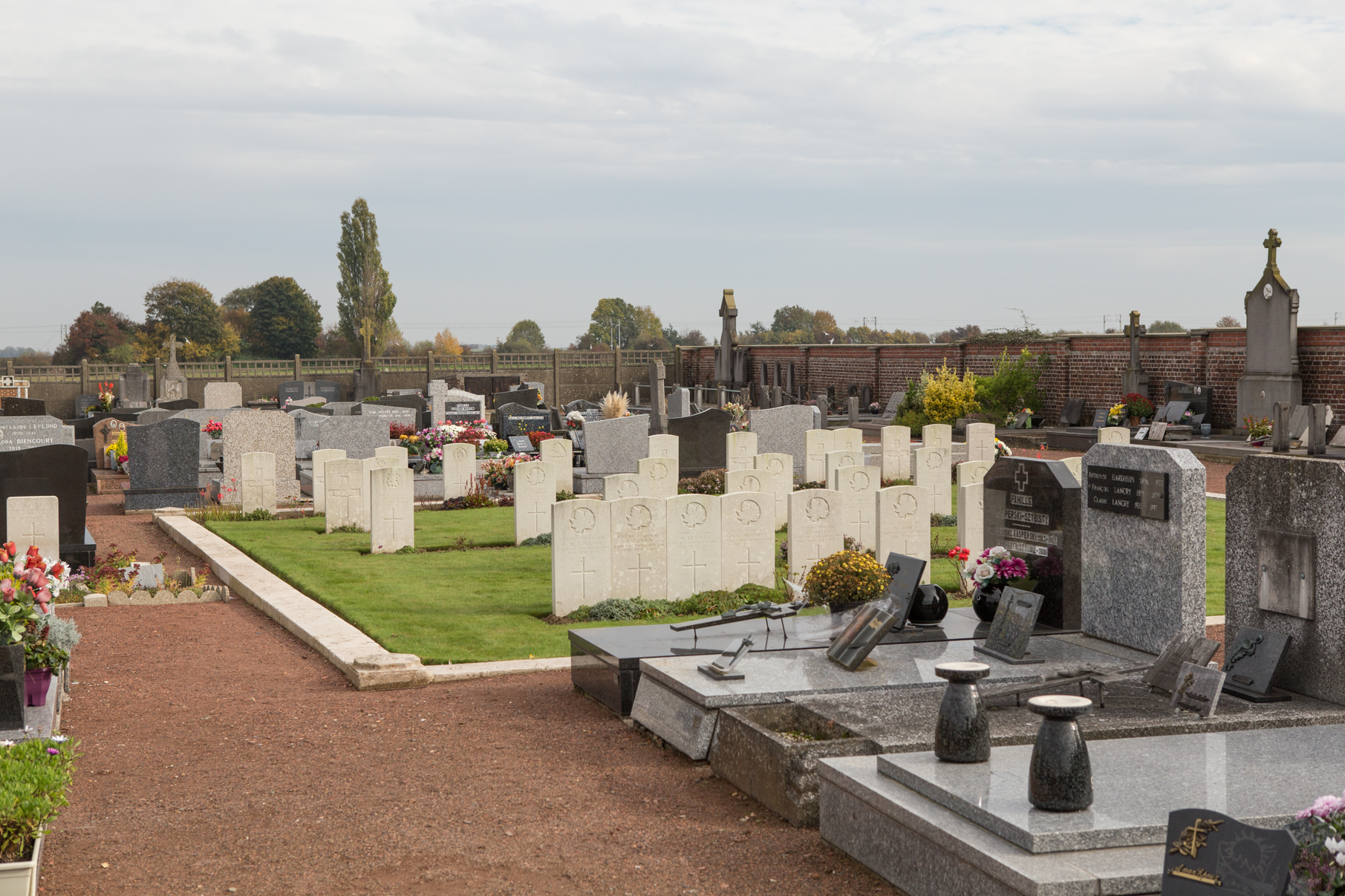
Commonwealth-Soldatengräber auf dem kommunalen Friedhof